# Linux Mint Debian Edition
Linux Mint Debian Edition (LMDE) is een semi rolling-release-Linuxdistributie gebaseerd op Debian, waardoor het besturingssysteem niet steeds opnieuw geïnstalleerd hoeft te worden wanneer een nieuwe versie beschikbaar komt. Er is (zomer 2023) één editie met Cinnamon als desktopomgeving. Deze editie is zowel beschikbaar in 32 als 64 bit-ISO.
De belangrijkste (Debian-)packages blijven hetzelfde, op stabiliteitsupdates en beveiligingsupdates na. De pakketten die door het Linux Mint-team worden onderhouden krijgen ook updates die nieuwe functies toevoegen.

## Versies
De eerste versie kwam beschikbaar op 7 september 2010. De laatste versie, versie 6 met de codenaam Faye, dateert van 27 september 2023.

### Versiegeschiedenis
| Versie                            | Uitgavedatum      | Opmerkingen                                  | Status                       |
| --------------------------------- | ----------------- | -------------------------------------------- | ---------------------------- |
| 201009 GNOME                      | 7 september 2010  | Eerste versie van Linux Mint Debian Edition. | Oude versie                  |
| 201012                            | 24 december 2010  |                                              | Oude versie                  |
| 201101                            | 2 januari 2011    | 32 bit-editie van versie 201012.             | Oude versie                  |
| 201104 RC Xfce                    | 21 maart 2011     | Release candidate van 201104.                | Oude versie                  |
| 201104 Xfce                       | 6 april 2011      |                                              | Oude versie                  |
| 201108 RC (GNOME/Xfce)            | 18 augustus 2011  |                                              | Oude versie                  |
| 201109 (GNOME/Xfce)               | 16 september 2011 |                                              | Oude versie                  |
| 201204 RC (MATE/Cinnamon en Xfce) | 11 april 2012     |                                              | Oude versie                  |
| 201204 (MATE/Cinnamon en Xfce)    | 24 april 2012     |                                              | Oude versie                  |
| 201303 RC (MATE/Cinnamon)         | 23 februari 2013  |                                              | Oude versie                  |
| 201303                            | 22 maart 2013     |                                              | Oude versie                  |
| 201403 RC                         | 22 februari 2014  |                                              | Oude versie                  |
| 201403                            | 2 maart 2014      |                                              | Oude versie                  |
| 2 RC                              | 18 maart 2015     |                                              | Oude versie                  |
| 2                                 | 10 april 2015     |                                              | Oude versie                  |
| 3                                 | 31 augustus 2018  |                                              | Oude versie                  |
| 4                                 | 20 maart 2020     |                                              | Oude versie                  |
| 5                                 | 20 maart 2022     |                                              | Oude versie nog in onderhoud |
| 6                                 | 27 september 2023 |                                              | Huidige versie               |

#### Update Packs
Update Packs werden voorheen aangeboden om updates met nieuwe functies aan te bieden. Het Linux Mint-team is hier inmiddels mee gestopt en werkt nu met gewone pakketupdates.
| Update Pack   | Uitgavedatum      | Opmerkingen |
| ------------- | ----------------- | --- |
| Update Pack 1 | 5 juli 2011       | Eerste GNOME3-versies van componenten. MESA-updates zijn niet compatibel met binaire stuurprogramma's. Nieuwe versie van X.Org Server.           |
| Update Pack 2 | 21 juli 2011      | Binaire stuurprogramma's zijn nu compatibel met MESA. Bevat nieuwe GNOME 3-componenten, die het uiterlijk van GTK+-programma's kunnen verstoren. |
| Update Pack 3 | 30 augustus 2011  | Linux Mint-thema is GTK+3-compatibel. Bevat Linuxkernel versie 3.0, een nieuwe versie van gstreamer en een nieuwe versie van CUPS.               |
| Update Pack 4 | 5 april 2012      | Update pack bevat het controversiële GNOME 3 en vervangt zo het traditionele GNOME 2.                                                            |
| Update Pack 5 | 17 september 2012 | Nieuwe metapakketten voor Xfce, MATE en Cinnamon.                                                                                                |
| Update Pack 6 | 19 december 2012  | Multiarch-ondersteuning moet aangezet worden door het uitvoeren van een commando.                                                                |
| Update Pack 7 | 23 september 2013 | |
| Update Pack 8 | 4 februari 2014   | |

## Functievergelijking met Linux Mint
| Functie       | LMDE                                               | Linux Mint                                                          |
| ------------- | -------------------------------------------------- | ------------------------------------------------------------------- |
| Pakketsysteem | Compatibel met Debian-pakketten                    | Compatibel met Ubuntu-pakketten en PPA's                            |
| Toetsenbord   | Instelbare toetsenbordindeling;                    | Instelbare toetsenbordindeling;                                     |
| Vertalingen   | Vertaald in vele talen.                            | Vertaald in vele talen.                                             |
| Updateschema  | Semi-rolling (update packs brengen nieuwe versies) | Fixed (updates met foutoplossingen en uitzonderlijk nieuwe versies) |